# 彼得·库尔滕
彼得·库尔滕（Peter Kürten，1883年5月26日—1931年7月2日），德国连环杀手，被媒体称作杜塞尔多夫的吸血鬼，他犯下了一系列的性犯罪和杀人等罪行，受害者包括儿童和成年人。这连串罪行主要发生在1929年2月至11月之间的杜塞尔多夫。彼得·库尔滕于1931年7月2日被处以死刑。

## 早年
彼得·库尔滕出生在米尔海姆的一个贫困的家庭，在13名小孩中排行第三。自幼他便目睹了其酗酒的父亲经常性侵犯他的母亲及姊妹。受到其影响，不久后他也开始侵犯自己的同胞姊妹。他在很小的时候就犯過罪。据本人声称，他第一次杀人时才只有9岁，是将两名游泳的同伴溺死。
在1894年随家庭迁往杜塞尔多夫之后，库尔滕便几次因为犯罪而被关在监狱里。他的罪行包括纵火和盗窃。他随后找到了一份捕抓流浪犬的工作，这份工作使他能够沉浸在虐待动物的快感当中。
在接下来的时间里，库尔滕无恶不作，包括折磨动物和攻击他人。在1913年，他犯下了（有证据证明的）第一起杀人案。他在入室盗窃的时候将克里斯汀·克莱恩（Christine Klein），一名10岁的女孩子绞死并用剪刀连续捅了她36次。在此之后被判处8年有期徒刑。出狱后，他在1921年移居到阿尔滕堡并结了婚。1925年，他返回杜塞尔多夫，并开始实施接下来的一连串犯罪。

## 行凶
在1929年2月8日，库尔滕性侵犯了一名女子，虐待并杀害了一名8岁女童。2月13日，他残忍地杀害了一名中年机械师，在他身上刺了二十多刀。之后在长达六个月的时间里他没有进行袭击。在8月21日，他重新开始犯案，在三次不同的袭击中刺杀了三人。他在之后的23日又杀害了两名女童，两人分别为5岁和14岁。隔天他再次刺杀了一名女士。
该年9月，库尔滕强奸并用锤子杀害了一名女仆，之后更将她的尸体弃置在杜塞尔多夫郊区的树林裡。而在一个月后，他再次用锤子袭击了两名女性。在11月7日，他将一名5岁女童吊起并用剪刀刺了36下，致其死亡。之后更将一张画有受害者坟墓位置的地图送往地方报社。他的作案手法极其多样，使警方没想到这些案件是同一人所为。当时，在警方由公众提交的嫌疑犯名单上边有超过900,000个名字。
在11月的案子之后，虽然库尔滕仍然用锤子袭击他人，但是并没有杀害任何人。在1930年5月，他向一名女子（玛利亚·布德里克，Maria Budlick）搭讪并将其带回自己家里，随后更将她带到树林中实施强奸。随后布德里克报了警并带警察去库尔滕的家。库尔滕逃走了，临走之前他向自己的妻子坦白并让她转告警察。他随后在5月24日被捕。

## 审判和处刑
库尔滕面临79项指控，包括9项谋杀和7项谋杀未遂。他在1931年4月接受审判。他最初拒绝承认自己有罪，但是在几周后改变主意认罪。他最终被判有罪，将被处死。
在等待行刑的时候，他接受了卡尔·伯格博士（Dr. Karl Berg）的采访，后者随后将这次采访获得的成果整理，成为其《施虐狂》一书的基础。库尔滕表明，他屡次行凶的动机是为了性方面的快感，而刺杀这个动作和被害者身上的血与伤口能带给他莫大的刺激。
库尔滕在1931年7月2日被断头台处刑。

## 分析
库尔滕对正式的鉴定人员表明，他最根本的动机在于“反抗难以忍受的社会”（"strike back at oppressive society"）。他没有否认他曾经性侵犯过受害者，但是在审判中他坚持否认获取性方面的快感是他的主要动机。
1931年，科学家们尝试检查库尔滕的脑部，以此研究他的性格和行为。他的头部被做成干尸，目前正在威斯康星德尔斯的信不信由你博物馆展出。